# コロンビテック
コロンビテック（Columbitech）は2000年に設立され、無線LANや第三世代携帯電話、第四世代携帯電話及びWiMAXを含めた公共ネットワークに対応する安全なモバイル機器の無線セキュリティを提供する企業である。その本社はスウェーデンのストックホルムにあり、ニューヨーク市に事務所を持つ。

## コロンビテックのモバイルVPN
コロンビテックのモバイルVPNは実際の携帯機器利用者、企業の無線LAN利用者及び在宅勤務者に遠隔地からのネットワークへの接続を提供し、これは企業の結集形態の一つである。
このソリューションは標準を基底とするワイヤレス・トランスポート・レイヤ・セキュリティ(WTLS)において暗号化され、FIPS 140-2の認証を有している。
その技術はPCI DSSの要求に合せるため小売業で利用され、無線ネットワークで携帯機器が利用される他の業界においても利用される。